# Batrachochytrium salamandrivorans
Batrachochytrium salamandrivorans — вид хитрідіомікотових грибів порядку Rhizophydiales. Паразит хвостатих земноводних в Європі, Азії та Північній Америці. Вид спричиняє хітридіомікоз, який проявляється в ураженнях шкіри. Пошкодження епідермального шару може значним і спричинити за собою осморегуляторні проблеми або сепсис, які можуть стати смертельними для саламандр. Відомо, що східноазійські види саламандр стійкіші до паразита ніж європейські та північноамериканські, тому грибок може загрожувати виживанню багатьох видів в Європі та Північній Америці. Аналогічно, близькоспоріднений вид Batrachochytrium dendrobatidis став причиною зниження популяцій та можливого зникнення багатьох видів жаб в тропічній Америці.

## Господарі[4]
- Види, що толерантні до грибка
  - Salamandrella keyserlingii
  - Siren intermedia
- Види, що сприйнятливі до грибка
  - Cynops cyanurus
  - Cynops pyrrhogaster
  - Paramesotriton deloustali
- Види, для який грибок є смертельно небезпечним
  - Hydromantes strinatii
  - Salamandrina perspicillata
  - Salamandra salamandra
  - Pleurodeles waltl
  - Tylototriton wenxianensis
  - Notophthalmus viridescens
  - Taricha granulosa
  - Euproctus platycephalus
  - Lissotriton italicus
  - Ichthyosaura alpestris
  - Triturus cristatus
  - Neurergus crocatus
  - Eurycea wilderae
  - Pseudotriton ruber